# Huang Qishan
Huang Qishan (en chino tradicional, 黃綺珊; en chino simplificado, 黄绮珊; nacida el 23 de marzo de 1968) es una cantante y músico china de Chongqing. Ella es también conocida como Susan Huang y Huang Ma (Madre Huang). Además la han comparado con Mariah Carey y Whitney Houston de China. Incluso es conocida por algunos como la voz femenina número 1 de Asia". Huang Qishan, a pesar su raro talento, ella ha festejado veintisiete años de su carrera en la industria de la música, aunque no logró mucho éxito en su país natal, China, hasta que se presentó en un programa de televisión llamado "I Am a Singer", a principios de 2013.  El rendimiento de Huang Qishan, causó una sensación en Internet que la llevó a la popularidad casi toda una noche.

## Carrera
Huang Qishan debutó en 1986. A lo largo de su carrera, ella ha publicado siete discos, a pesar de no obtener una gran base de fanes en China. En 1996, se divorció de su marido, un cantante y compositor de origen taiwanés.
Huang Qishan cantó un tema olímpico en 2004 titulado "Pride" (chino: 骄傲).
A pesar de ser desconocida para la mayoría de la población de China, los de adentro de la música, han valorado sus habilidades como cantante profesional. Debido a sus conexiones internas, el productor de la versión china de competencia de canto del reality coreana " I Am A Singer", le pidió unirse y así logró obtener fama largamente esperado en China.

## Estilo musical
Huang Qishan ha realizado una gran variedad de estilos musicales como el pop, jazz, soul, r & b, y crossovers clásicos. Algunos de sus artistas favoritos de Huang Qishan incluyen a: Aretha Franklin, Janis Joplin, Ray Charles, Stevie Wonder y entre otros. Debido a su versatilidad vocal extrema y de amplia gama, Huang Qishan ha interpretado temas de muchos de los cantantes más reconocidos del mundo, incluyendo a: Mariah Carey, Whitney Houston y Celine Dion. 
Huang Qishan, profesa la religión cristiana y llevó a cabo estudios de teología en 2012 en Singapur. Ha grabado música góspel.